# عارف النكدي
عارف النَّكَدي (1304-  1395 هـ / 1887- 1975 م) أديب وقاضٍ لبناني، من أعضاء المجمع العلمي العربي بدمشق. ينتسب إلى آل نكَد، وهم عشيرة دُرزية تنتسب إلى قبيلة تغلِب.

## حياته
ولد عارف بن أمين سعيد حمود النَّكَدي في بيروت، يوم الخميس 18 ربيع الآخر 1304هـ الموافق 13 يناير (كانون الثاني) 1887م، وتلقى علومه الابتدائية في مدرسة (بعبدا) و(بيت الدين)، ثم التحق بالمدرسة البطريركية في بيروت، ثم بالمدرسة العثمانية الإسلامية (مدرسة الشيخ أحمد عباس الأزهري) فتزوَّد منها بالعلوم الإسلامية وباللغة العربية، ثم انتقل إلى (المدرسة العلمانية الفرنسية) وتابع فيها دراسة الفرنسية والعلوم العصرية.
في سنة 1911م نال إجازة الترافع أمام المحاكم، وعُين سنة 1912م كاتبًا في محكمة استئناف جبل لبنان، وفي سنة 1914م أُسندت إليه وظيفة قاضي بعبدا، ثم عُزل سنة 1918م بسبب الاضطرابات السياسية، والتجأ إلى سوريا. وفي سنة 1920م أُسندت إليه وظيفة معاون المدعي العمومي في محكمة استئناف دمشق، ثم وظيفة مفتش في وزارة العدلية، ثم المفتش العام للقضاء في سوريا.
وفي سنة 1928م عُين مديرًا للأمور الحقوقية في وزارة العدلية، وبعد سنتين صُرف عن عمله بسبب خلاف مع المستشار الفرنسي، ثم عاد سنة 1937م إلى تولّي القضاء وأُسند إليه منصب المدير العام لوزارة العدل، وظل يمارس مهام هذا المنصب حتى سنة 1946م. وكُلّف خلال هذه المدة مهمتين إضافيتين وهما الإشراف على المديرية العامة للإعاشة، والمديرية العامة للشرطة والأمن العام.
وفي سنة 1946م تولى رئاسة مجلس شورى الدولة، ثم عُين في سنة 1948م محافظًا لجبل العرب ونائبًا للحاكم العسكري.

## عضوية المجمع
انتُخب عضوًا في المجمع العلمي العربي في الجلسة المنعقدة بتاريخ 30 مارس 1923م، وأخذ يشارك زملاءه في خدمة العربية والدفاع عن سلامتها ودعم الفصحى. ولما ترك الإقامة في دمشق عُدَّ عضوًا مراسلًا للمجمع، حتى إذا ما عاد إلى الإقامة فيها سنة 1944م أُعيد انتخابه عضوًا عاملًا في الجلسة التي عقدها المجمع بتاريخ 27 أبريل 1944م، وصدر مرسوم تجديد تعيينه عضوًا عاملًا في المجمع بتاريخ 31 تشرين الأول 1944م، وشغل كرسيَّ الأستاذ رشيد بقدونس. وفي سنة 1969م انتُخب عضوًا مؤازرًا للمجمع العلمي العراقي.
شارك في أعمال المؤتمر الأول للمجامع اللغوية العلمية المنعقد في دمشق سنة 1956م حيث ألقى فيه محاضرة بعنوان (الفصحى والعامية). ألقى ثماني محاضرات في ردهة المجمع :
- القضاء في الإسلام، (1921م).
- عمر بن عبد العزيز، (1927م).
- الأندلس عبرة وذكرى، (محاضرتان) (1929م).
- ملوك الطوائف في الأندلس، (1929م).
- الولايات المتحدة الأوربية، (1930م).
- الوظيفة والموظفون، (1945م).
- الألقاب والتشريفات، (1946).

كما ألقى في مؤتمر مجمع اللغة العربية في القاهرة في عام 1961م محاضرة بعنوان (الوحدة العربية). وفي سنة 1966م كُلف الإشراف على مطبوعات المجمع.

## أعماله

### الكتب (المؤلفة والمترجمة)
1. معضلة الشرق: الأقطار العربية المحررة: سوريا-العراق-لبنان (وضعه بالفرنسية خير الله خير الله، وترجمه عارف النكدي)، طبع على نفقة جريدة الحقيقة، بيروت، 1920م.
2. القضاء في الإسلام (محاضرة ألقاها في المجمع العلمي العربي)، المكتبة العربية، دمشق، 1922م.
3. الموجز في علم الاجتماع (مجموعة المحاضرات التي ألقاها في معهد الحقوق العربي)، مطبعة المفيد، دمشق، 1925م.
4. بنو معروف في لبنان.
5. تاريخ الأمير عبد الله التنوخي.
6. الحركات اللبنانية الثلاث في سنوات 1841م، 1845م، 1860م.
7. الحياة الاقتصادية (ترجمة)
8. حياة محمد (ترجمة)
9. عمر بن عبد العزيز
10. الولايات الأوربية المتحدة.[2]

### المقالات
نشر ما يقارب 200 مقال في التاريخ والتراجم واللغة والنقد والتعريف بالكتب في مجلة المجمع فيما بين عام (1924 و1975م) وهي كما يأتي:
- مقالاته في اللغة: (مشروع بكتابة الحركات بحروف عربية)، (الكلمات غير القاموسية)، (على ذكر الفند)، (حول رسم الهمزة)، (تسهيل الإملاء)، (مفعول-مفاعيل)، (ملاك-ملاكات)، (الدعاية والدعاوة)، (المعرِض أم المعرَض أو كلاهما)، (اللغة اللبنانية)، (العربية بين الفصحى والعامية).
- مقالاته في التاريخ والتراجم والقانون: (العنصر العربي)، (الأمير شكيب أرسلان)، (عبد الغني النابلسي)، (مقابلة بين الحقوق الرومانية والحقوق الإسلامية والفرنسية والإنكليزية).
- مقالاته في النقد: (استدراك وتعليق ونظرة إلى تاريخ بني العباس-عشرة مقالات)، (تعليق على مقال الألفاظ المشتركة)، (القضاء اللبناني-الوضع الاجتماعي).
- مقالاته في التعريف بالكتب المؤلفة والمترجمة: (الوأواء الدمشقي وديوانه)، (خطط الشام)، (معجم البستان)، (شرح ديوان زهير بن أبي سلمى)، (الموجز في النظرية العامة للالتزامات)، (موجز الاقتصاد السياسي)، (إلياذة هوميروس)، (ديوان ابن عنين)، (كتاب نهاية الرتبة في طلب الحسبة)، (فلسفة التشريع في الإسلام)، (الناطقون بالضاد في أمريكا)، (عثرات اللسان).

ونشر أكثر من 140 مقالًا في عدَّة مجلات؛ منها: (مجلة الأديب)، و(مجلة الثقافة)، و(مجلة العرفان)، و(مجلة المقتطف)، و(مجلة المورد)، إضافة إلى ما نشره في (مجلة المجمع العلمي بدمشق).

## وفاته
توفي عارف النكَدي يوم الأحد 11 ربيع الأول 1395هـ الموافق 23 مارس (آذار) 1975م، ودُفن في عبيه في جبل لبنان. وسُمّي أحد شوارع دمشق باسمه تكريمًا له وتقديرًا لما قدَّمه للوطن من خِدْمات جليلة في مجالات العلم والمعرفة.